# مسجد سلطان
مسجد سلطان يقع المسجد في شارع مسقط شمال طريق الجسر داخل منطقة كامبونج جلام من منطقة تخطيط روشور في سنغافورة، ويعتبر المسجد
أحد المساجد الأكثر أهمية في سنغافورة، قاعة الصلاة والقباب تبرز ملامح النجوم المرصعة.

## التاريخ
عندما تم تنازل السنغافوريين إلى البريطانيين في عام 1819 من قبل إمنغونغ عبد الرحمن رئيس الجزيرة والسلطان حسين شاه جوهور، اكتسبت سنغافورة ثروات صغيرة في مقابل قوة البريطانيين، كما منحت السير ستامفورد رافلز في إمنغونغ عبد الرحمن والسلطان حسين شاه جوهور راتب سنوي وخصصت كامبونج جلام مكان لإقامتهم.
تم تخصيص المنطقة المحيطة بكامبونج جلام للملايو وغيرهم من المسلمين، وبني السلطان حسين قصر هناك وجلب عائلته والوفد المرافق له بالكامل من جزر رياو، وجاء العديد من أتباع السلطان حسين شاه جوهور وأتباع امنغونغ عبد الرحمن إلى كامبونج جلام من جزر رياو وملقا وسومطرة، ثم قرر السلطان حسين بناء مسجد يليق بمكانته مكانة المسلمين، وقال أنه سيبني مسجد بجوار قصره في الفترة (1824 - 1826) بأموال تم جمعها من شركة الهند الشرقية، مع سقف هرمي ثنائي وكان من صميم نموذجي، وتم استبدال المبنى الأصلي بمسجد جديد فيما بعد.

## الإدارة والترميم
وترأس إدارة المسجد علاء الدين شاه حفيد السلطان خسين حتى عام 1879، وفي عام 1914 تم تمديد عقد الإيجار من قبل الحكومة لفترة 999 سنة وتعيين مجلس إدارة جديد للأمناء مع ممثلين اثنين من كل فصيل من المجتمع الإسلامي، في وقت مبكر من عام 1900 أصبحت سنغافورة مركزا للتجارة الإسلامية والثقافة والفن، وأصبح مسجد سلطان صغيرا جدا لهذا المجتمع المزدهر، وفي عام 1924 وهو العام المئوي للمسجد وافق أمناء المسجد على خطة لإقامة مسجد جديد، وكان المسجد القديم في ذلك الحين في حالة يرثى لها.
اعتمد المهندس دينيس سانتري والمهندس ماكلارين أسلوب إحياء العمارة الهندية-الساراكينوسية وتضمن البناء بناء مآذن وادرابزينات، وقد تم الانتهاء من المسجد بعد أربع سنوات في عام 1928، وقد بقي مسجد السلطان دون تغيير أساسي منذ أن تم بناؤه، ولكن الإصلاحات الوحيدة التي نفذت هي في القاعة الرئيسية وذلك في عام 1960 ومرفق المضافة في عام 1993، اليوم المسجد تحت ولاية مجلس أوغما الإسلامي في سنغافورة .

## الصور

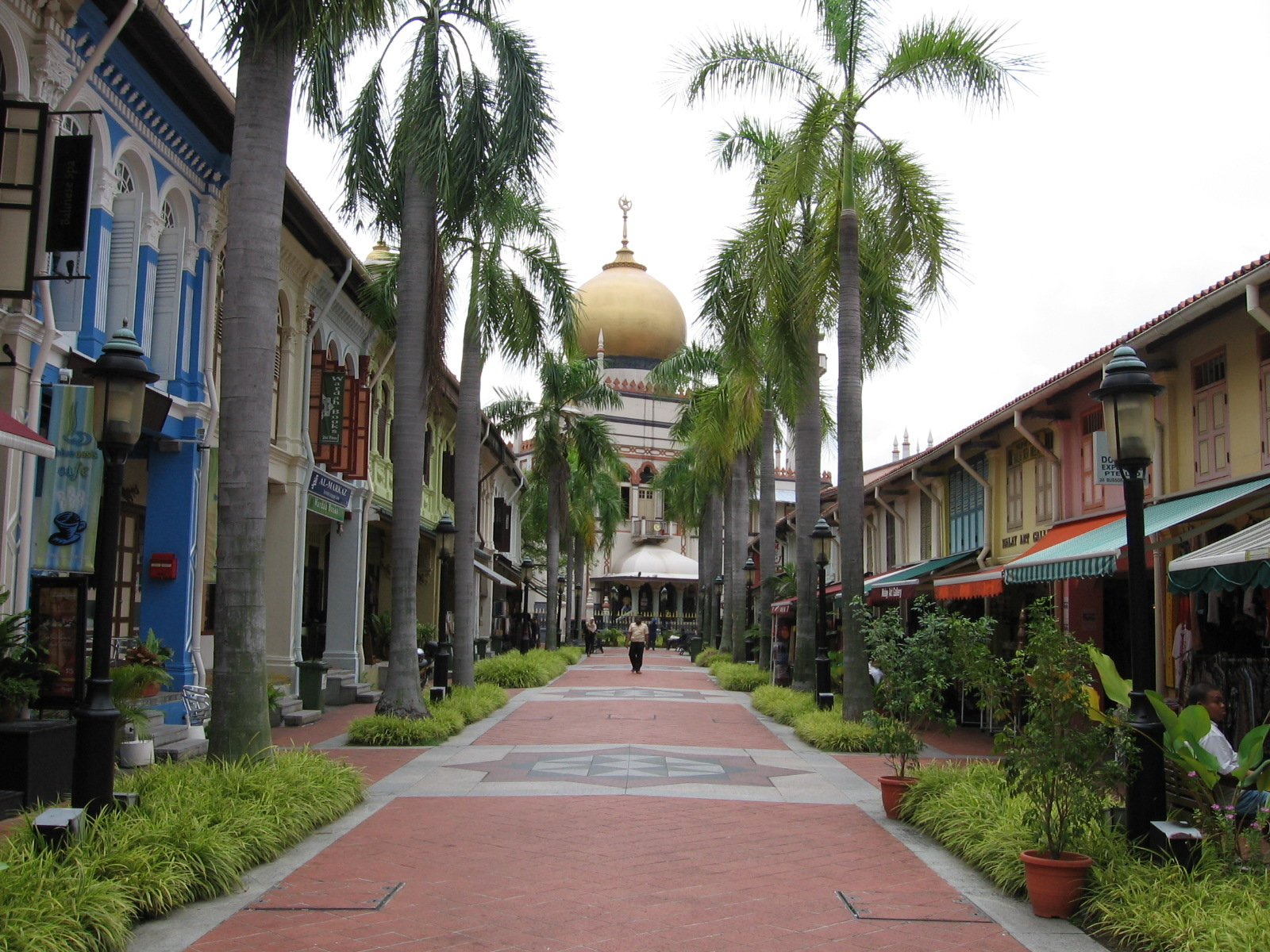
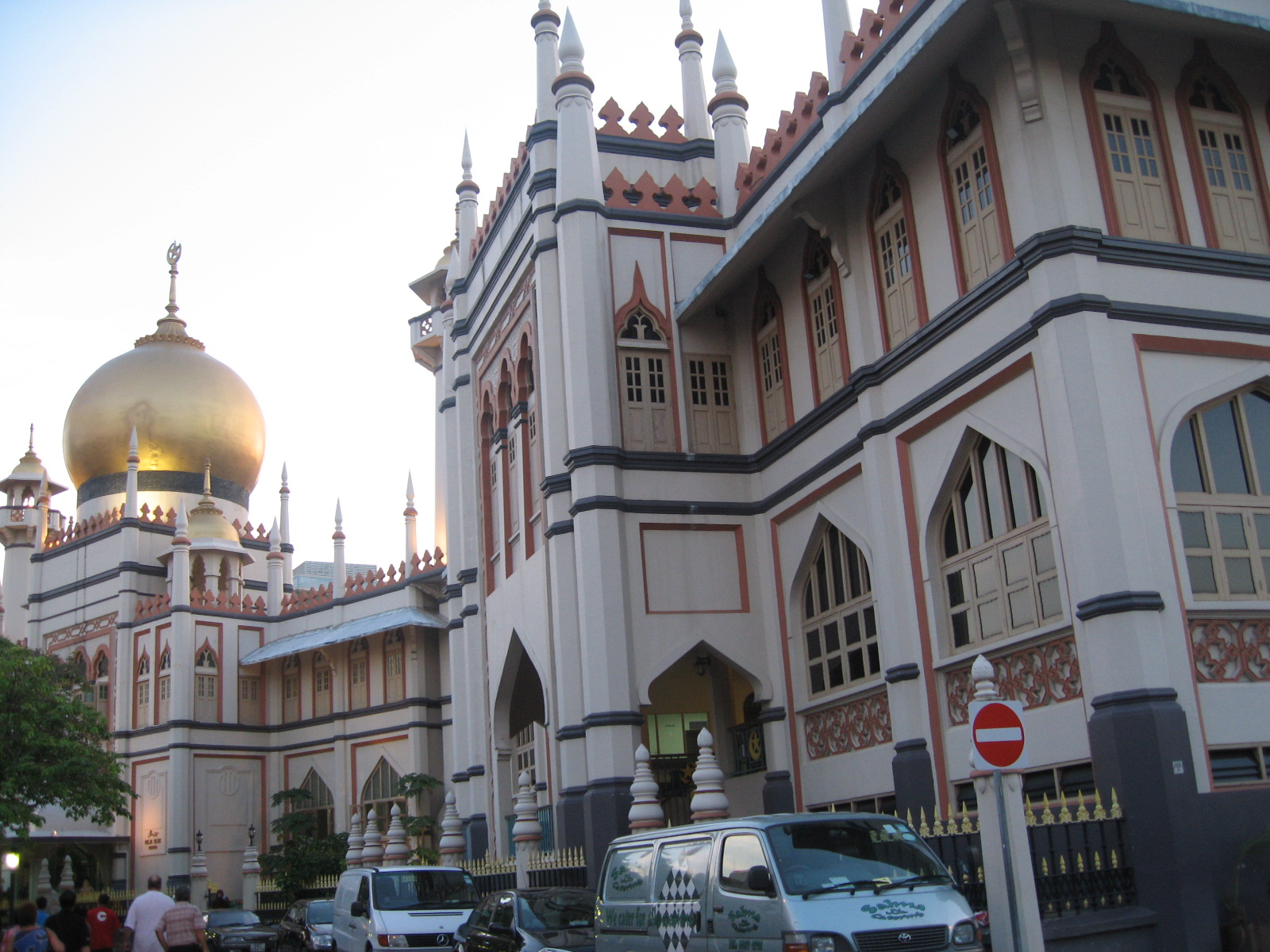
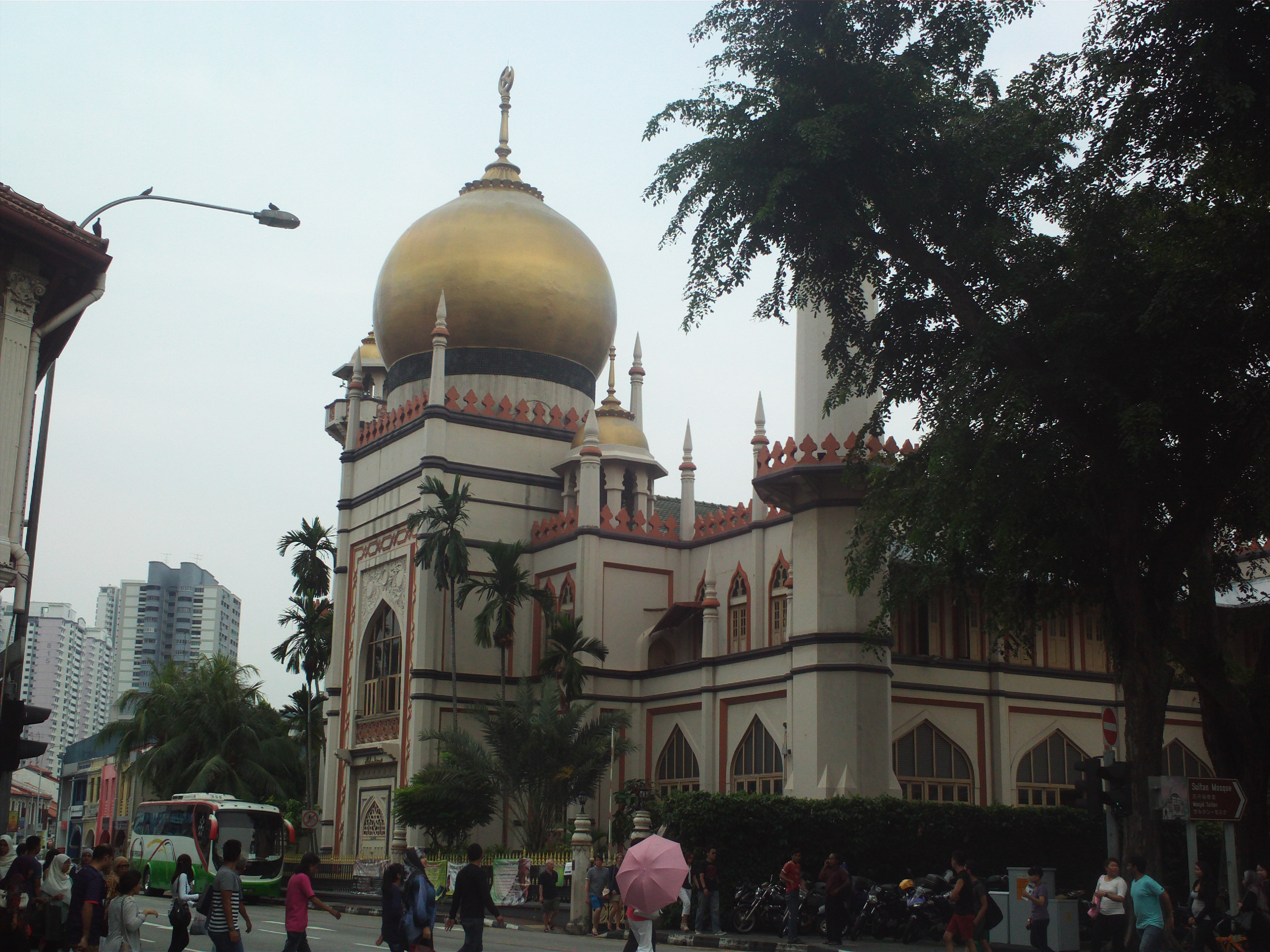
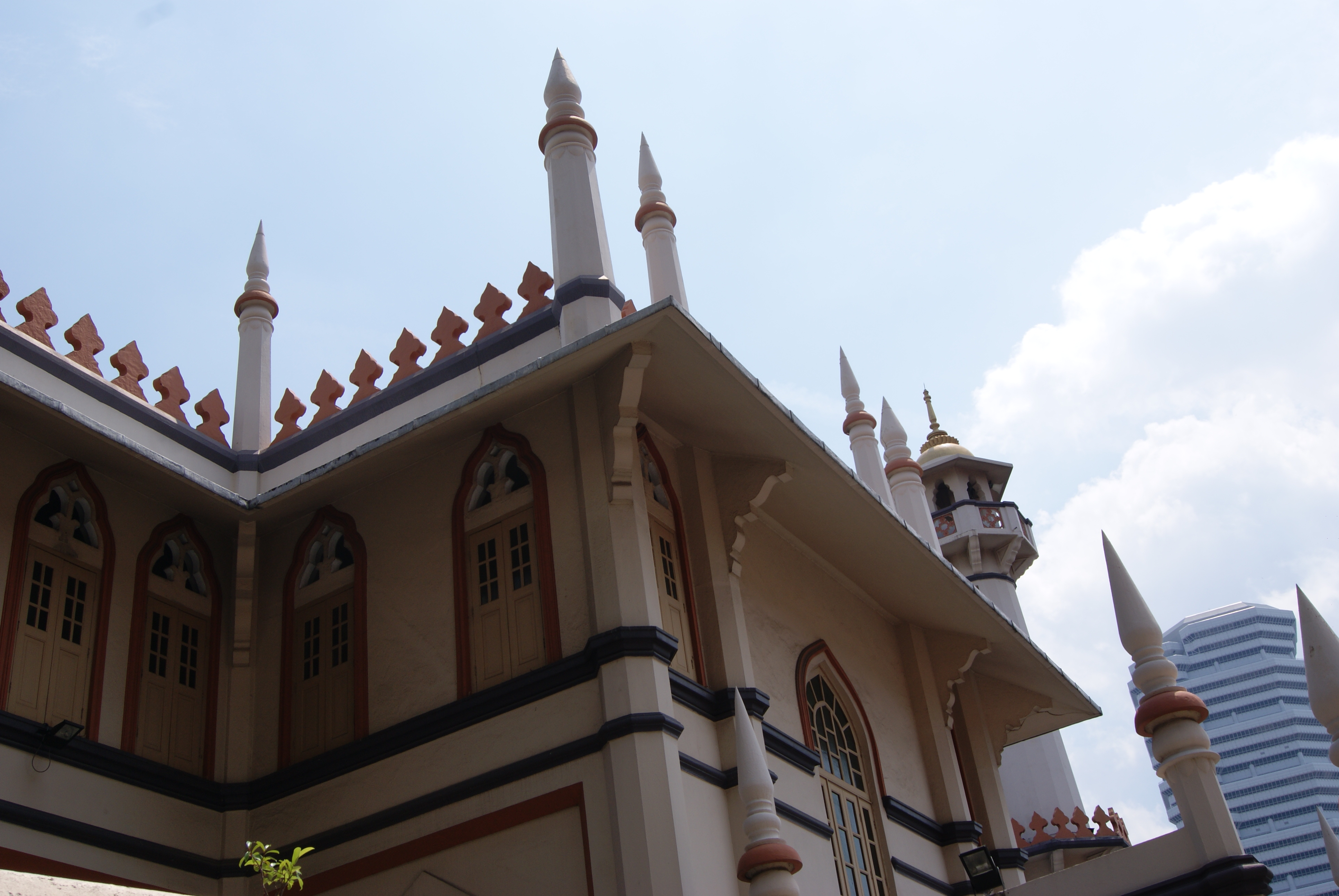
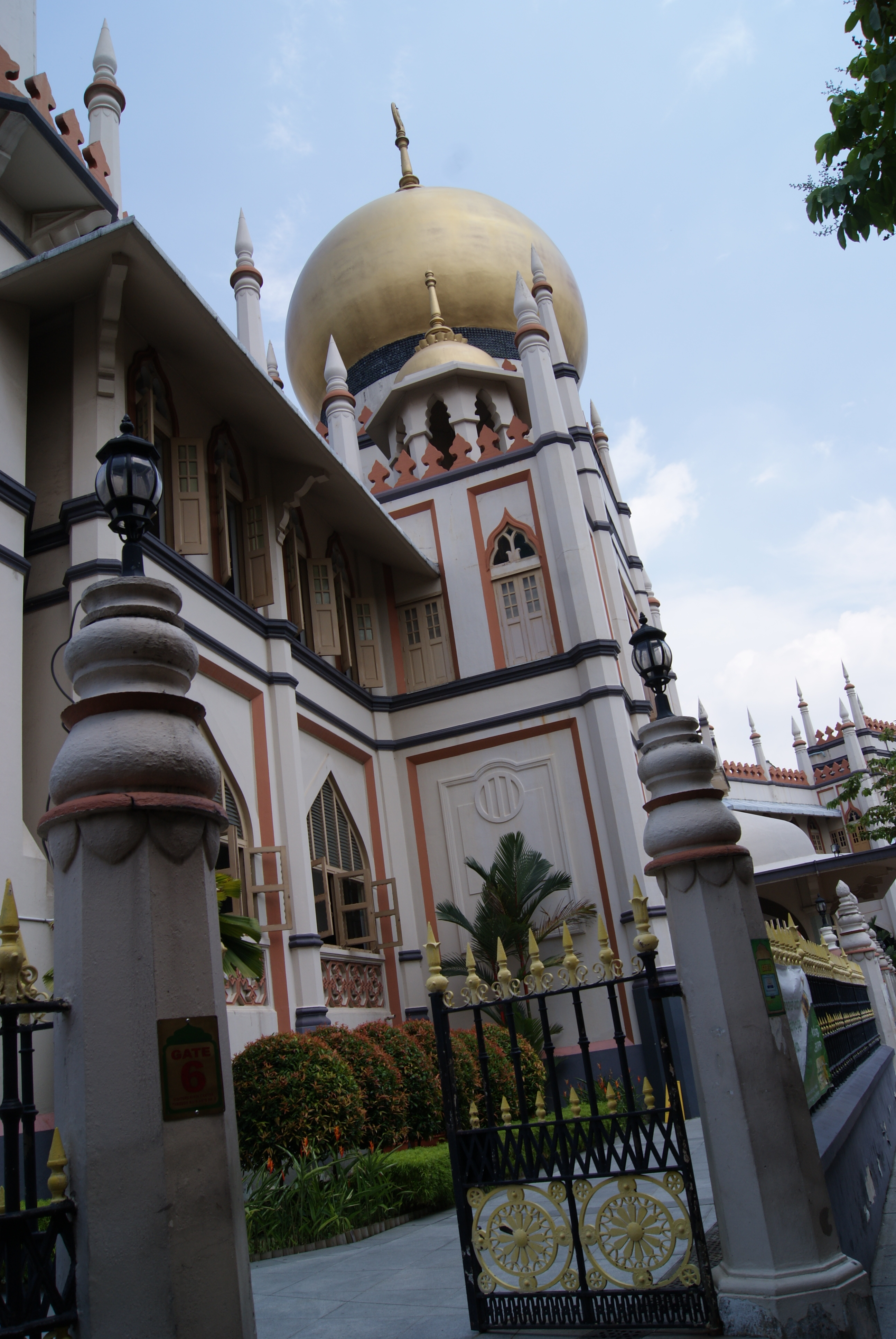
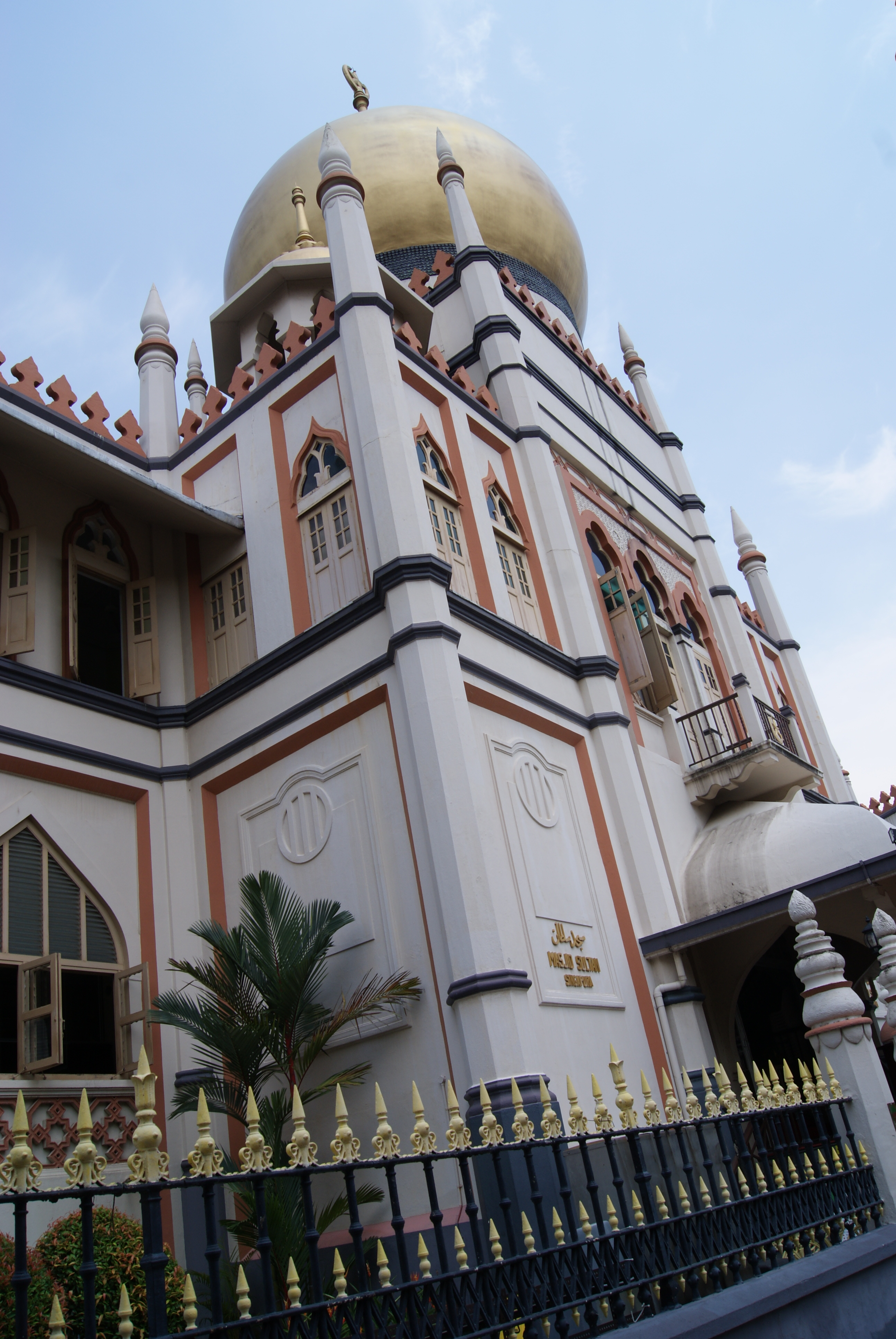
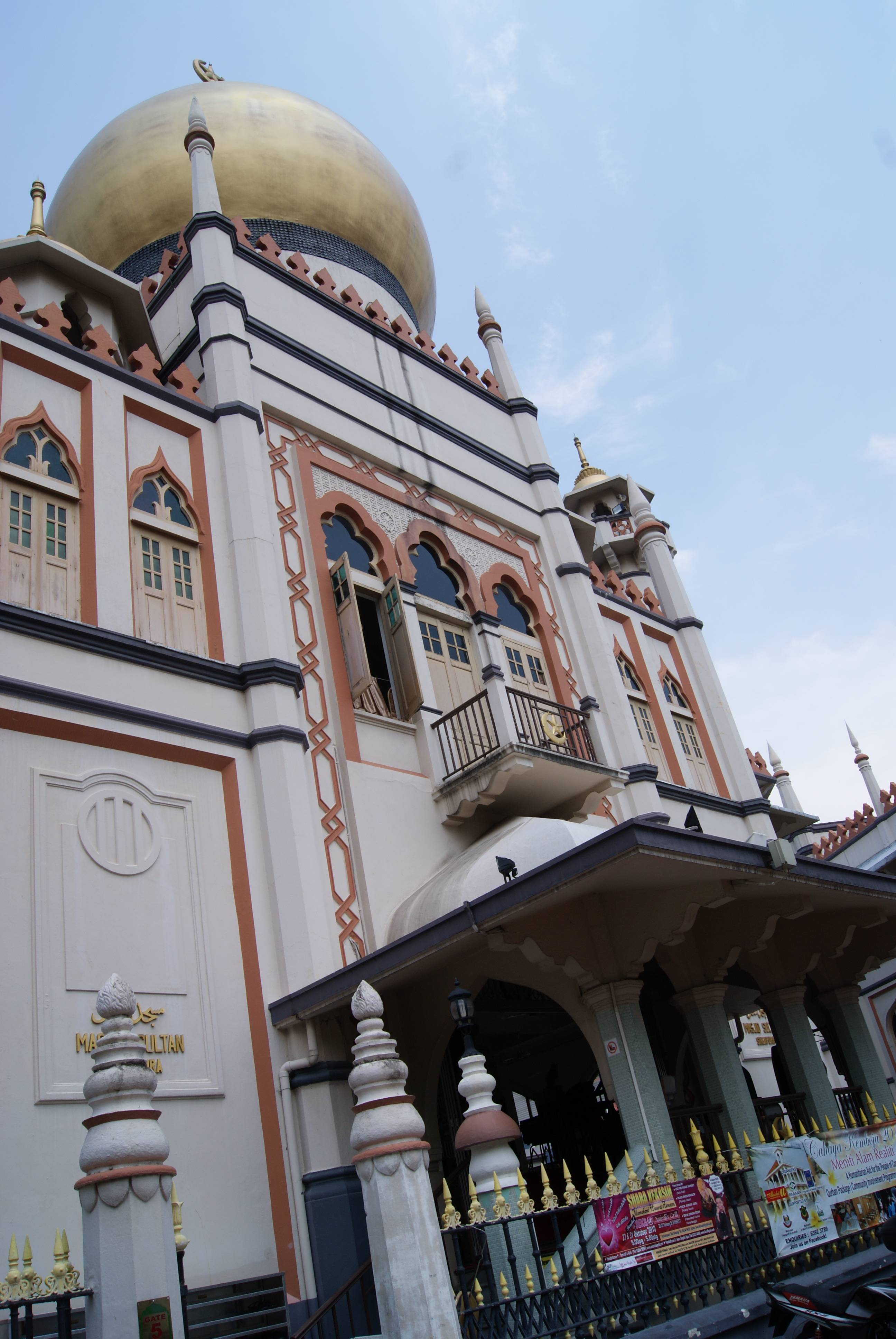
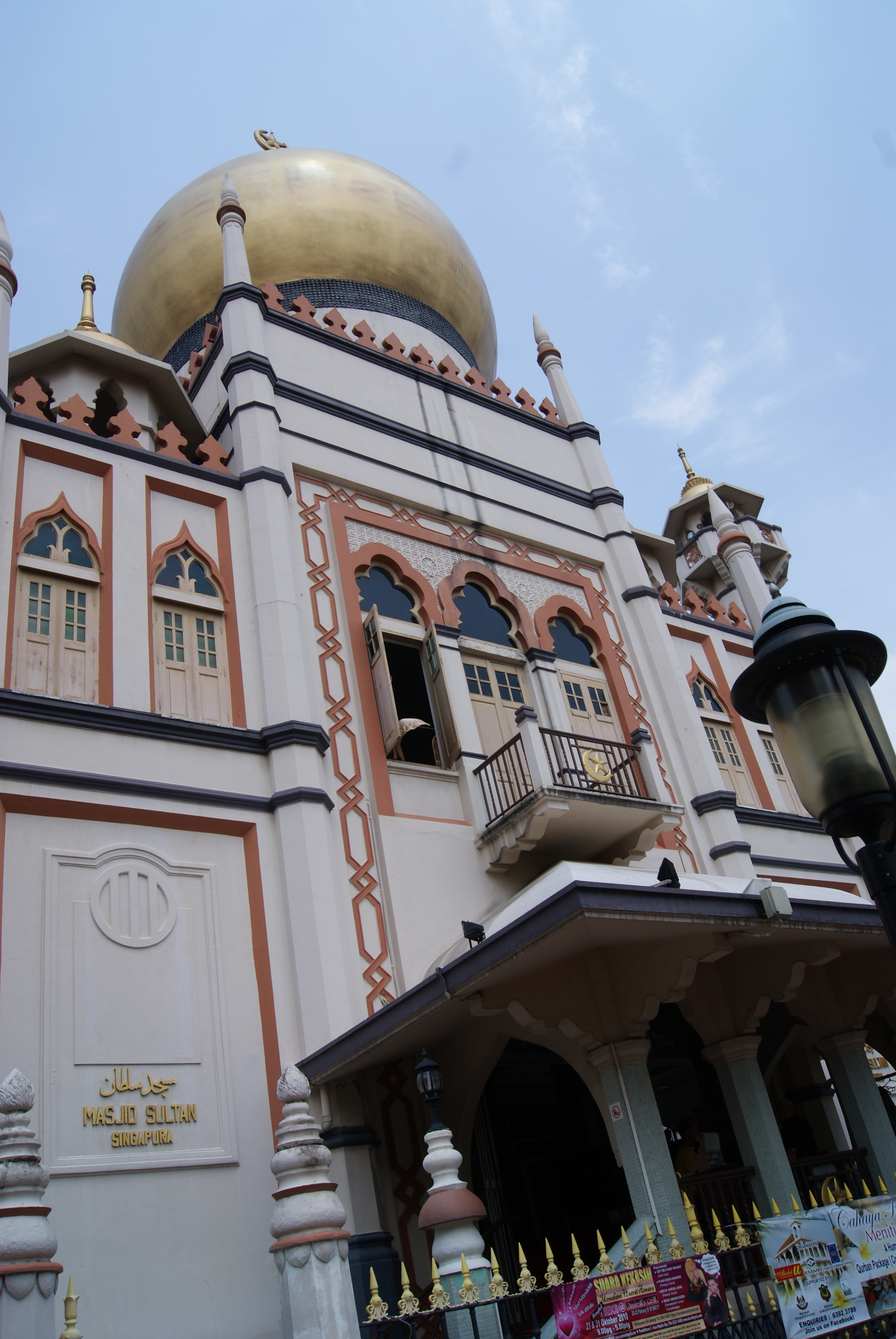
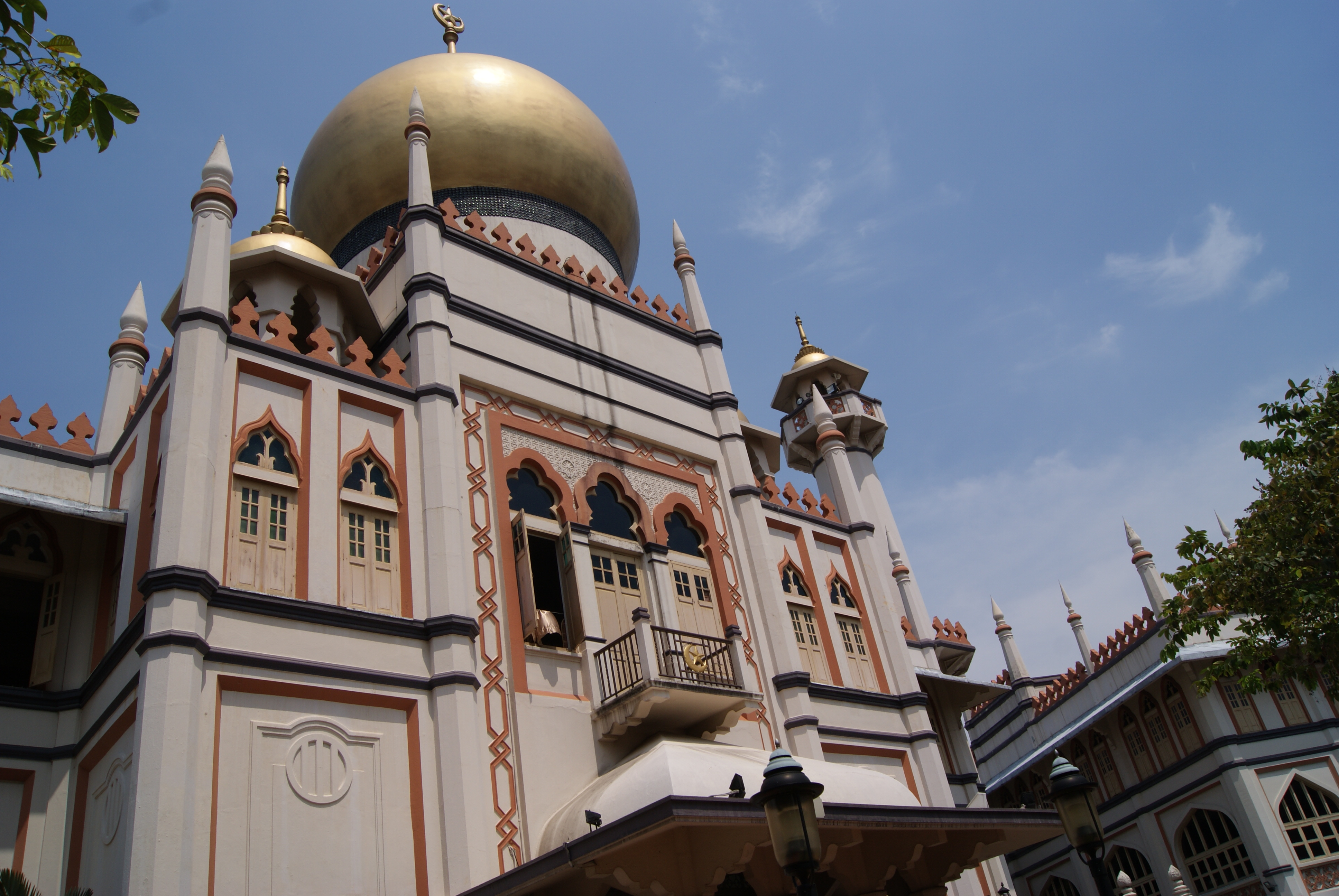
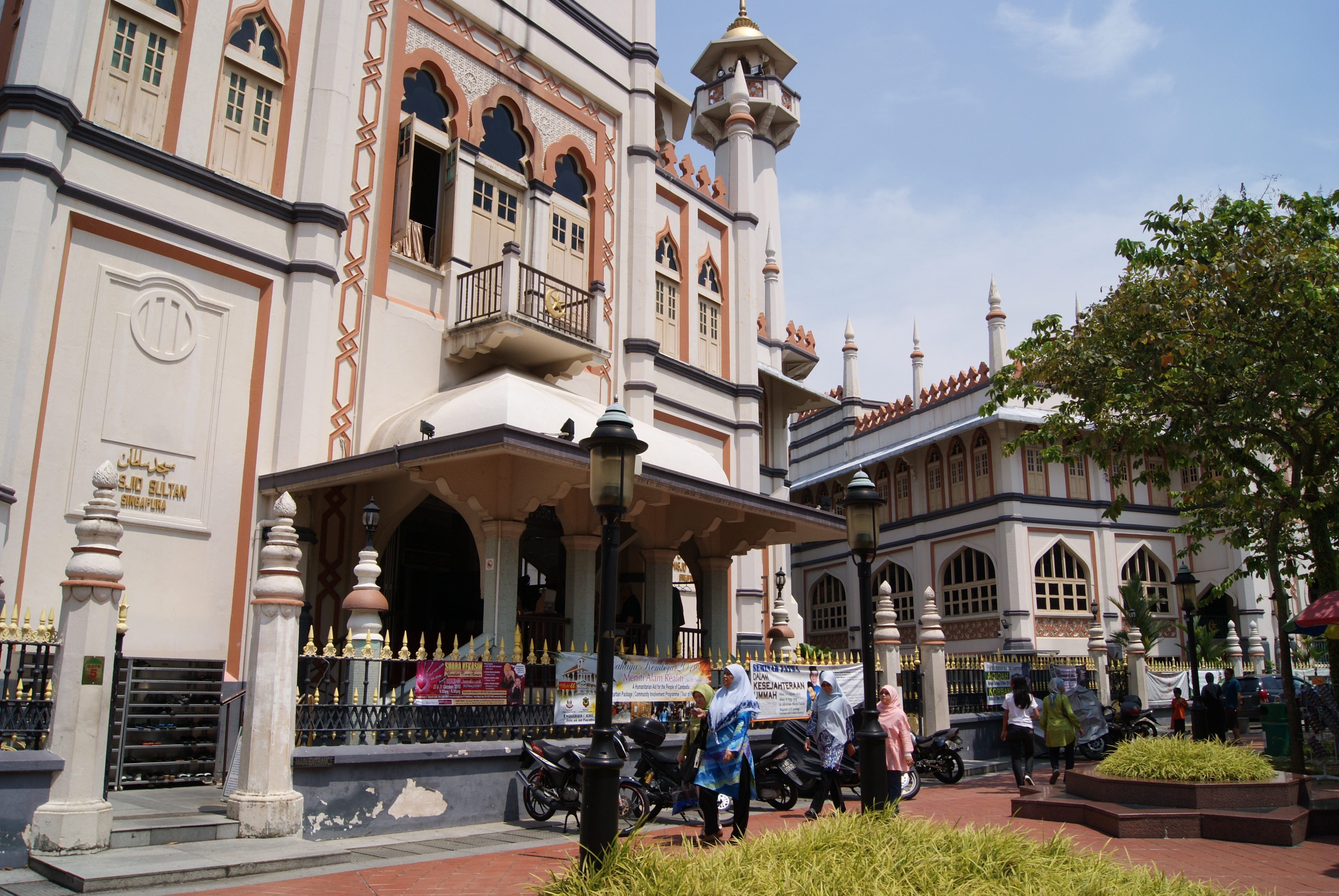